# Schloßvippach
Schloßvippach – miejscowość i gmina w Niemczech, w kraju związkowym Turyngia, w powiecie Sömmerda, siedziba wspólnoty administracyjnej Gramme-Vippach. Do 30 grudnia 2019 siedziba wspólnoty administracyjnej An der Marke.

## Współpraca
Miejscowości partnerskie:
- Ober-Olm, Nadrenia-Palatynat
- Ramonchamp, Francja